# 2MASS J08095903+4434216
2MASS J08095903+4434216 ist ein Brauner Zwerg im Sternbild Luchs. Er wurde 2004 von Gillian R. Knapp et al. entdeckt. Er gehört der Spektralklasse L6 an.